# メタルガルルモン
メタルガルルモンは
1. デジタルモンスターシリーズに登場する架空の生命体・デジタルモンスターの一種。
2. テレビアニメ『デジモンアドベンチャー』の登場人物・ガブモンの究極体。
3. 漫画『デジモンアドベンチャーVテイマー01』での登場人物。
4. テレビアニメ『DIGITAL MONSTER X-evolution』での登場人物。

## 概要
アニメ『デジモンアドベンチャー』で初登場。アニメのために新規に制作されたデジモンで、同作では最強クラスの実力を備えていた。劇場版でウォーグレイモンとの合体進化によりオメガモンに進化し、以降オメガモンが登場する作品に多く登場する。
携帯機にはデジモンペンデュラム5から登場。
青と黄色が基本の配色となっており、腹部の文様を合わせてガブモンと多くの共通点を持っている。「超進化シリーズ」という玩具の一種ではガブモンからメタルガルルモンへの変形が可能となっており、両者の共通点が玩具に確認できる。

## 種族としてのメタルガルルモン
ガルルモンが全身を生体金属クロンデジゾイドメタルで機械化し、ミサイルやマシンガンを内蔵したサイボーグ型デジモンで、ガルルモンの最終形態。メタル化をしても持ち前の俊敏さは失っておらず、全身に隠されている無数の武器で敵を粉砕する。背部から伸びたアームからビーム状の翼を展開して超高速でネット空間を飛行し、鼻先にある4つのセンサー「ノーズレーザー」からは不可視のレーザーを照射しており、赤外線、X線などあらゆるセンサーを使って前方の対象物を分析することができるため、視界の届かない暗闇に隠れた敵も正確に捕捉することができるため一度戦闘になると逃亡は不可能である（アニメ『デジモンアドベンチャー』ではピエモンの「トランプソード」も捕捉していた）。

### 基本データ
- 世代/究極体
- タイプ/サイボーグ型
- 属性/データ
- 必殺技/コキュートスブレス、ガルルトマホーク、グレイスクロスフリーザー
- 装備/レッドアイビーム、ショルダーミサイル、ノーズレーザー、フリーズボンバー、フットバズーカ

必殺技
コキュートスブレス
全ての物を氷結させてしまう絶対零度の冷気を吐き出す。この攻撃を受けたものは瞬時に生命活動を停止してしまう。
ガルルトマホーク
開いた胸部のマークからフリーズボンバーと呼ばれる大型ミサイルを発射する。
グレイスクロスフリーザー
全武器を一斉発射し敵を一掃する。

## ウィルス種
体が黒いウィルス種のメタルガルルモン。通称・暗黒式機械獣。「ブラックメタルガルルモン」と呼ばれることもある。

### 基本データ
- 世代/究極体
- タイプ/サイボーグ型
- 属性/ウィルス
- 必殺技/コキュートスブレス、ガルルトマホーク、グレイスクロスフリーザー
- 装備/レーザーサイト、フリーズボンバー

## X抗体版
追加武装とセンサーが強化され、身体も遠距離および近距離まで対応した全身武装化のためワーガルルモンのように二足歩行になり、右肩にビーム砲、左腕にメタルストームというガトリング砲が追加された。遠距離への狙撃、中距離への広範囲の砲撃、近距離においても超高速連射能力を持ち、圧倒的な火力を誇る全砲撃の威力はマグナガルルモンの1.2倍以上に達するとされ、まさに俊敏に移動可能な獣火器でもある。

### 基本データ
- 世代/究極体
- タイプ/サイボーグ型
- 属性/データ
- 必殺技/メタルストーム、コキュートスブレス

### 亜種・関連種・その他
ワーガルルモン
メタルガルルモンに進化する前の個体。
ズィードガルルモン
超弩級の最終兵器「ズィード砲」を搭載する亜種。
クーレスガルルモン
マグナガルルモン
オメガモン
ウォーグレイモンとのジョグレス進化で生まれる聖騎士型デジモン。右腕にメタルガルルモンのデータが凝縮されている。

## 登場人物としてのメタルガルルモン

### デジモンアドベンチャー、デジモンアドベンチャー tri.、デジモンアドベンチャー:
石田ヤマトのパートナーデジモンであるガブモンの究極体として登場。声優は山口眞弓。初代第39話ではヤマトがエンジェモンの放つ希望の紋章から生まれた矢を受けたことで初進化した。
『:』でのサイズは上記の旧作より巨大になっている。

### メルーガ
漫画『デジモンアドベンチャーVテイマー01』ではエイリアス3の一人であるヒデトが固有名「メルーガ」という個体を育て、使役した。普段はウォーグレイモンの「オーグ」とジョグレスしてオメガモンの姿を取っている。名前は種族名「『メ』タ『ルガ』ルルモン」をもじったもの。

### DIGITAL MONSTER X-evolution
X抗体版で登場。声優は山口眞弓。レジスタントに所属し、ウォーグレイモンと共にオメガモンと戦闘する。

### その他
- テンペスト - セブンデビルズアタックに続く物語では、メタルガルルモンとそのテイマーはデュークモンと共にチンロンモンと対峙した。対立しながらも協力することで撃破に成功するが、致命傷を負い、デジタマへと戻った。
- デジモンクロスウォーズ - デジメモリに封印された伝説のデジモンとして登場。また、別個体として『アドベンチャー』のものと同じ個体が石田ヤマトと共に登場。早々にオメガモンに合体したため単体での活躍は無かった。メタルガルルモンのデジメモリを渡したデジモンは、『デジモンアドベンチャー』でメタルガルルモンに倒されたピノッキモンである。